# 史蒂夫·威廉姆斯 (球僮)
史蒂夫·威廉姆斯（1963年11月29日—），新西蘭籍球僮，曾為多個世界知名職業高爾夫球手當球僮，較為人熟悉的是他於1999至2011年間，在老虎活士雄霸球壇之年伴其左右。

## 職業生涯
威廉姆斯於新西蘭威靈頓出生，自6歲起已經在其家鄉的高爾夫球會當球僮。在他10歲那年，他已經經常於週末背球包走完36洞，工作過後在球場練習，直到日落為止。他在13歲時已經是2差點的業餘球手，但是他發覺自己喜歡當球僮多於打球。

## 伸延閱讀
Williams, Steve; De Lacy, Hugh. . Ulysses Press. 2006. ISBN 1-56975-527-2.

## 外部連結
- Official website（页面存档备份，存于）
- ESPN profile（页面存档备份，存于）